# تانیا ساچدف

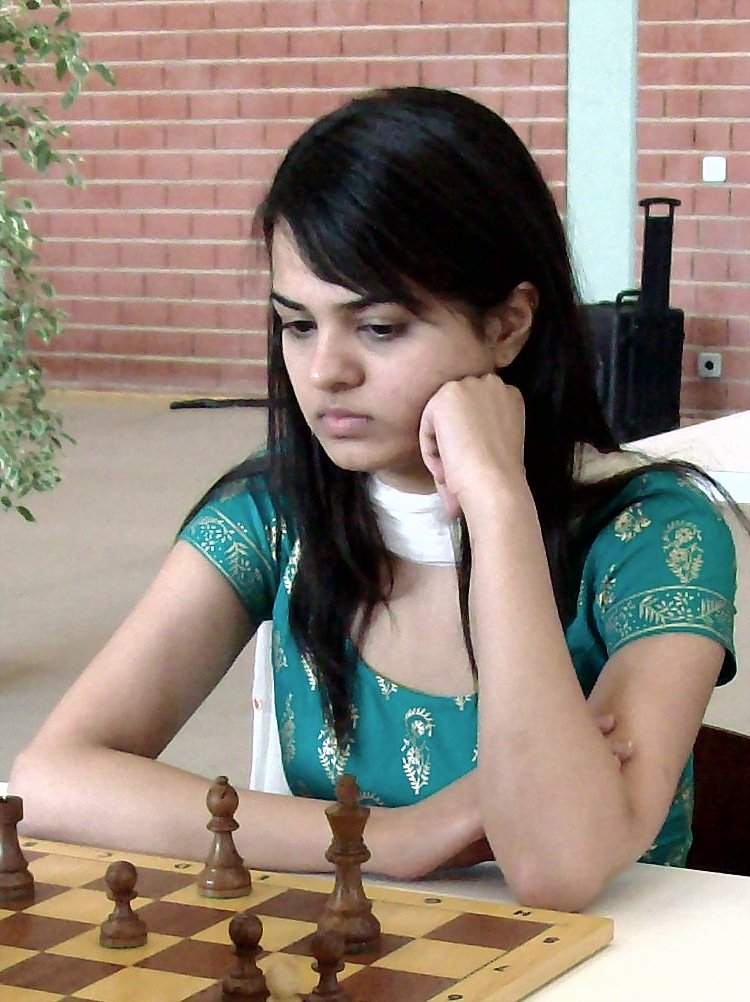
تانیا ساچدف، ۲۰۰۸

تانیا ساچدف (زادهٔ ۲۰ اوت ۱۹۸۶ در دهلی) بازیکن شطرنج اهل هندوستان است. او دارای دو عنوان استاد بین‌المللی (۲۰۰۸) و استادبزرگ زنان (۲۰۰۵) است. وی در آخرین رده‌بندی فیده در نوامبر ۲۰۱۰ با ریتینگ ۲۳۸۵ در ردهٔ ۷۸ بین شطرنج‌بازان زن فعال جهان و ردهٔ ۵۳ بین شطرنج‌بازان فعال هندوستان قرار دهد.